# Ulus, Ankara

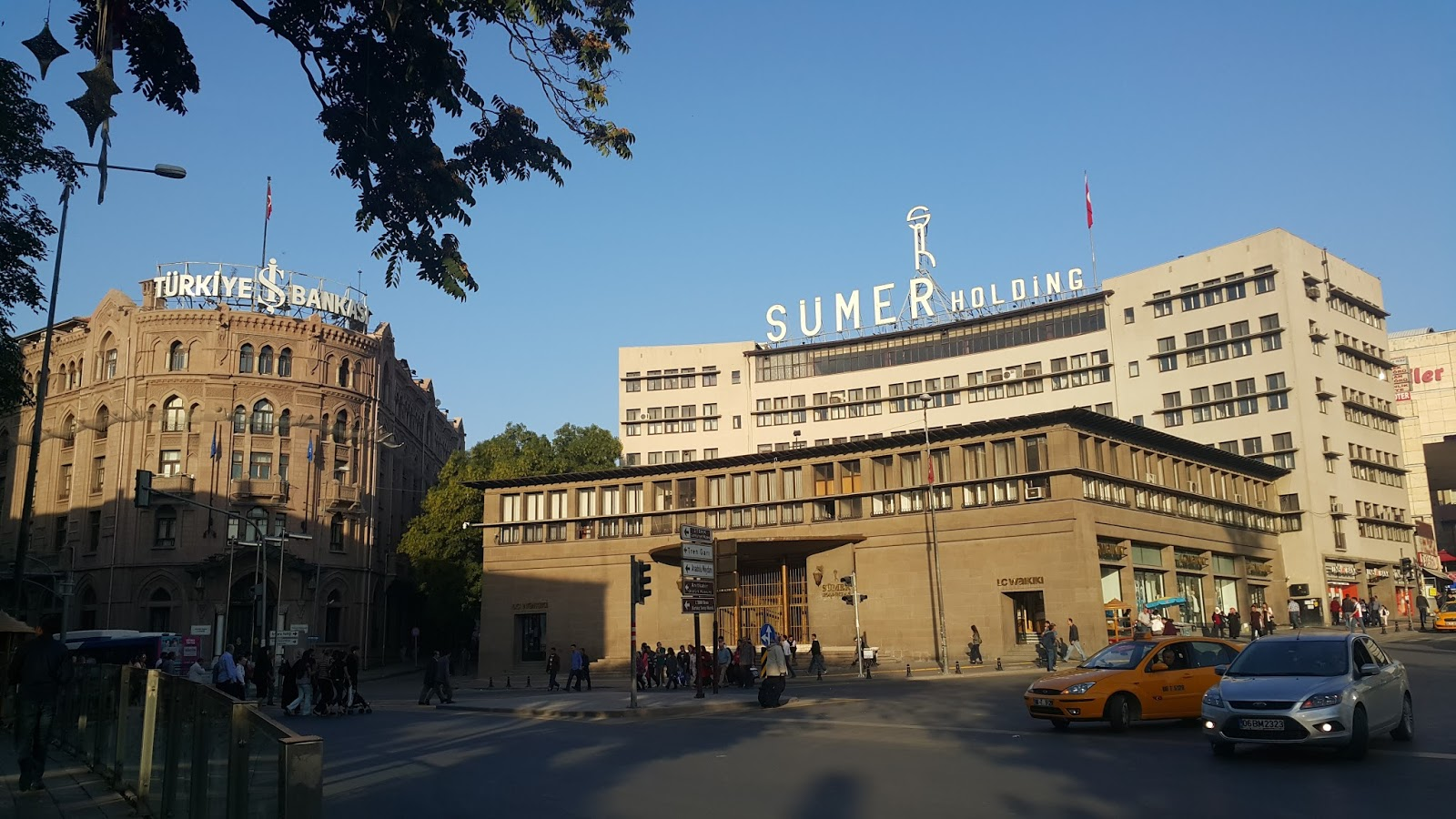
Ulus Square the surrounding area

Ulus es un barrio en Ankara, Turquía y está ubicado en el centro de la ciudad capital. Alguna vez fue el corazón de la antigua Ankara. El nombre significa "nación" en turco.
 
Por último, es una zona predominantemente comercial y turística compuesta por bancos, centros comerciales, tiendas, hoteles, negocios, restaurantes y muchos sitios históricos. La primera Gran Asamblea Nacional turca se reunió aquí en 1923 en el edificio del parlamento en la Plaza Ulus (en turco: Ulus Meydanı), que aún se conserva en su original. Frente al histórico edificio del parlamento se encuentra el hotel más antiguo de la ciudad, el Ankara Palas, donde se había alojado Atatürk. La ciudadela de Ankara, otra atracción histórica, se encuentra inmediatamente al este de Ulus. 
En el centro de la Plaza Ulus, hay un monumento llamado Monumento de la República, que fue erigido en 1927 como símbolo de la Guerra de Independencia de Turquía.

## Historia
Ankara que fue la capital de los Tektosags de las tribus gálatas en el período helenístico, se convirtió en la capital de la organización provincial en el período romano, una ciudad importante donde permanecieron los emperadores en el período bizantino y el centro de la provincia de Anatolia en el período otomano. El distrito de Ulus contiene un rico patrimonio histórico, cultural y espiritual que se remonta al Período de la República. Esta herencia tiene profundas huellas de la antigüedad y el período otomano. Roman Street, Columna de Julien, Templo de Augusto, Ruinas bizantinas; La mezquita Hacı Bayram Veli, la tumba Hacı Bayram Veli y muchas posadas históricas son solo algunas de ellas. Desde los primeros años de la República, Ulus ha sido el centro político, burocrático, financiero, cultural y comercial de Ankara.  